# Mignonne Meekels
Mignonne Meekels (Rotterdam, 7 juni 1986) was een Nederlandse hockeyspeelster. Na haar glansrijke hockey carrière begon ze als UX designer bij KPN.

## Hockey
Ze speelde in de periode tot aan 7 juli 2008 23 officiële interlands (één doelpunt) voor de Nederlandse vrouwenploeg.
Meekels komt sinds de zomer van 2003 in de hoofdklasse uit voor Rotterdam. Haar debuut in Oranje maakte ze in de zaal, op 23 januari 2004 tegen Litouwen. Meekels nam op zeventienjarige leeftijd deel aan het Europees Kampioenschap zaal te Eindhoven. Op 25 januari 2004 werd zilver behaald in de met 2-6 verloren finale tegen titelverdediger Duitsland. Bondscoach Marc Lammers selecteerde de verdedigster vervolgens voor het toernooi om de Champions Trophy 2004 te Rosario, Argentinië. Op 6 november 2004 werd daarbij als invaller gedebuteerd in het met 2-0 gewonnen pouleduel met China. In de finale werd Duitsland met 2-0 verslagen en was behalen van goud een feit. Op 4 december 2005 volgde een tweede gouden onderscheiding: Nederland veroverde te Canberra, met Meekels in de ploeg, de Champions Trophy 2005 door gastland Australië na strafballen terug te wijzen. Voor het Europees Kampioenschap te Dublin werd de verdedigster niet geselecteerd. In 2007 maakte zij een comeback op het toernooi om de Champions Trophy in Quilmes. In de finale tegen thuisland Argentinië zat Meekels op de tribune, maar na de 1-0 zege kon een nieuwe medaille opgehaald.
In februari 2005 ontving zij van de Gemeente Rotterdam de Faas Wilkes prijs naar aanleiding van haar prestatie bij de Champions Trophy zege in Rosario.

### Erelijst
- Europees kampioenschap zaalhockey vrouwen 2004 te Eindhoven
- Champions Trophy 2004 te Rosario (Arg)
- Champions Trophy 2005 te Canberra (Aus)
- Champions Trophy 2007 te Quilmes (Arg)

## UX designer
Als logisch gevolg van haar opleiding aan de Willem de Kooning academie, startte Meekels op 1 december 2014 haar carrière als UX designer bij KPN.
Hier was Meekels mede betrokken bij de oprichting van het UX team. Dit team is verantwoordelijk voor de digitale klantervaring. Meekels was in haar beginjaren de UX designer van de MijnKPN omgeving. Na verloop van tijd is Meekels doorgegroeid naar UX lead voor de zakelijke markt. Ze dacht o.a. mee bij strategische vraagstukken en zorgde ervoor dat de UX-ers binnen de zakelijke markt zich bleven ontwikkelen.
Op 1 augustus 2021 verliet Meekels, tot grote spijt van haar collega's, het bedrijf. Het was tijd voor een nieuwe uitdaging.